# Портрет (повість)
«Портре́т» — повість Миколи Васильовича Гоголя з циклу «Петербурзькі повісті». Повість була створена в 1833—1834 роках і вперше опублікована в книзі "Арабески. Різні твори М. Гоголя «в 1835. Друга редакція (текст був значно перероблений в кінці 1841 початку 1842) була надрукована в 1842 в третій книзі» Современника ".

## Сюжет
Бідний молодий художник Чартков, незважаючи на те, що йому нема чим розплатитися за оренду квартири, в крамничці на Щукиному дворі купує за двадцять копійок портрет невідомої йому людини — старого в азійському одязі, який привернув його увагу тим, що очі зображеного виглядають абсолютно як живі . Прийшовши додому, він не може позбутися враження, що старий дивиться на нього, вночі Чарткову сняться кошмари, пов'язані з портретом. В одному зі снів старий виходить з рами з мішком, набитим грошима, і художнику вдається схопити один згорток з написом «1000 червінців». Вранці, коли з'являється господар квартири і квартальний, що вимагає з Чарткова плату за квартиру, в рамі портрета виявляється точно такий же пакунок, який художник бачив у своєму кошмарі. Чартков переїжджає в розкішну квартиру на Невському проспекті, дає оголошення в газету, і незабаром у нього з'являється багато замовників. Чартков стає модним художником, пише безліч портретів. Він задовольняє запити клієнтів, однак багато його колишні знайомі зауважують, що талант його, раніше явно виявлявся, зник. Чартков стає скнарою і мізантропом. Побачивши на виставці картину одного з колишніх знайомих, він розуміє, що власні його роботи насправді далекі від досконалості. Чартков замикається в своїй майстерні і намагається створити щось подібне, проте у нього нічого не виходить; тоді він починає скуповувати мальовничі шедеври і знищувати їх. Незабаром Чартков божеволіє і раптово помирає.

## Екранізації
- «Портрет» ( Російська імперія, 1915)
- «Портрет» ( Швеція, 1999)
- « Портрет» (в процесі з 2011 року)